# Villa medicea il Palagio di Montedomini
La villa medicea "Il Palagio" di Montedomini si trova nel comune di Dicomano, nella zona tra il Mugello e la Val di Sieve (provincia di Firenze). Situata all'interno di una vasta tenuta di caccia, il complesso della Villa, oggi Fattoria Montedomini, fa parte di una vasta tenuta di oltre 700 ettari, costituita da boschi, prati, colture e numerosi e antichi manufatti rurali ancora intatti.

## Storia e descrizione
Della Villa si hanno notizie sin dall'età medioevale, dove era conosciuta anche come Monte Domini, dal nome dell'Oratorio omonimo; il luogo è menzionato a partire dal 1377, quando è documentata già sia l'esistenza del "Romitorio di Montedomini" che della Villa, già proprietà dei Signori Strozzi, poi de'Signori Martini di Firenze, detta "il Palagio"; queste notizie sono riportate nel libro di Giuseppe Maria Brocchi "Descrizione della Provincia del Mugello", dato alle stampe a Firenze dalla Stamperia Abizzini nel 1748. Una volta passata Dicomano sotto il controllo della Signoria di Firenze, la Famiglia de' Medici, che, come ipotizzato da più fonti storiche, sembra fosse proprio originaria del Mugello, fece di Montedomini una delle sue riserve di caccia, mentre la Villa, rimaneggiata ed abbellita successivamente nel cinquecento, venne adibita a Villa-Fattoria della famiglia medicea. La Villa si sviluppa su una superficie di circa 1500 mq, distribuiti su 3 piani, ed è costituita da un edificio a pianta quadrata che presenta un piccolo cortile interno, studiato per far filtrare la luce agli ambienti attigui, realizzata in uno stile architettonico che ricorda, seppure in scala ridotta, le grandiose ville medicee come, ad esempio, la Villa La Petraia, che presenta una pianta molto simile.
Con la scomparsa della dinastia Medicea, la Villa e la tenuta confluirono nei possedimenti dei Lorena, per poi venire alienata negli anni successivi al 1777, come peraltro gran parte del patrimonio fondiario mediceo e, in particolare, delle Ville e delle Tenute. 
Da allora sia la tenuta e sia la Villa sono sempre rimaste in mani private, e ancora oggi lo sono. Al momento la villa non è aperta ai visitatori.